# كس نزان (مقاطعة ديواندرة)
كس نزان (بالفارسية: کس نزان) هي قرية تقع في قسم زرينه الريفي (مقاطعة ديواندرة) في إيران. يقدر عدد سكانها بـ 792 نسمة بحسب إحصاء 2016.